# Oldenlandia tenuipes
Oldenlandia tenuipes là một loài thực vật có hoa trong họ Thiến thảo. Loài này được (Hemsl. ex F.B.Forbes & Hemsl.) Kuntze mô tả khoa học đầu tiên năm 1891.